# Honba za pokladem
Honba za pokladem je počítačová hra pro počítače Sinclair ZX Spectrum a kompatibilní (například Didaktik). Jedná se o hru českého původu, jejím autorem je Jiří Brabec, který ji napsal pod přezdívkou Jousoft HKK. Autorem hudby je Miroslav Hlavička (Scalex). Vydavatelem hry byla společnost Proxima – Software, hra byla vydána v roce 1993 jako součást souboru her Tango.
Hra se odehrává v pralese v jižní Americe. Úkolem hráče je najít pět sošek a odnést je do jeskyně. Jeskyni je nutné ale také najít. Při tom se musí vyhýbat domorodcům, kteří mohou házet jedovaté oštěpy.